# نیومن (کالیفرنیا)
نیومن (به انگلیسی: Newman) شهری در شهرستان استانیسلاس، کالیفرنیا ایالت کالیفرنیا است که در سرشماری سال ۲۰۱۰ میلادی، ۱۰۲۲۴ نفر جمعیت داشته است.